# Les Aiglons (Guadeloupe)
 (mars 2013).
Si vous disposez d'ouvrages ou d'articles de référence ou si vous connaissez des sites web de qualité traitant du thème abordé ici, merci de compléter l'article en donnant les références utiles à sa vérifiabilité et en les liant à la section « Notes et références ».
Pour les articles homonymes, voir Les Aiglons (homonymie).
Les Aiglons, surnommé Cadence Magma, est un groupe de kadans guadeloupéen créé en 1970. Ils étaient le groupe antillais le plus vendu avec leur chanson Cuisse-la, jusqu'au tube Zouk la sé sèl médikaman nou ni de Kassav' (1985).

## Histoire
Le nom original du groupe était Les Vicomtes. Le groupe originel était formé de :
- Michel Nerplat
- Michel Monrose
- Serge Yéyé
- Pierre d'Alexis
- Alain d'Alexis
- Michel d'Alexis

Dans les années 70, les groupes guadeloupéens s'appelaient Les Léopards, Les Jaguars, Les Rapaces. En 1970, Les Vicomtes adoptent donc Les Aiglons, et en 1973 enregistrent leurs premiers disques 45 tours.
Ce groupe, comme presque tous les groupes de kadans, a été fortement influencé par la Musique latine| qui a submergé les Antilles à partir des années 1950. Son symbole est l'aigle Pygargue.
En 1976, Les Aiglons sont le premier groupe des Antilles françaises à avoir vendu plus de 200 000 albums avec Le disque des vacances et décrochent le Disque D'or,. En 1978, ils font une tournée de New York au Canada et seront le premier orchestre guadeloupéen à jouer devant plus de 5 000 personnes au Madison Square Garden.
Michel Nerplat est le compositeur de la chanson Cuisse-la.
Ils ont publié de nombreux disques depuis les années 1970,.

## Membres
- Michel Nerplat, compositeur, auteur, saxophone
- Michel d'Alexis, producteur artistique, mixage, arrangeur, interprète, compositeur, auteur, trombone
- Alain d'Alexis, interprète, percussions
- Pierre d'Alexis, interprète, percussions
- Jean-Pierre Fevry, trompette
- Christian Léon, compositeur, auteur
- Charles Maurinier, compositeur, auteur, claviers
- Willy Noel, compositeur, auteur
- Guy Plumain, trompette
- René Boutin, claviers, piano
- Claude Roseau, batterie
- Claude Roseau (Ti-Claude), guitare basse
- Jean Claude Saint-Louis, conga
- Roland Saint-Louis, guitare basse (auteur, compositeur)

- Hiver Abidos, compositeur, auteur
- Lolo Abidos, interprète, compositeur, auteur
- Christian Abrahim, auteur, compositeur, saxophone (Ténor)
- Arthur Absalon, guitare
- Robert Adhemard, saxophone
- Philippe Alibar, guitare basse
- Rosan Baltyde, percussion
- Abel Beauregard, compositeur, auteur
- Philippe Beauregard, trompette
- Didier Benjamin, mixage, arrangeur, programmateur, prise de son
- Didier Benjamin, programmateur, claviers
- Isaac Blocus, saxophone
- Claude Boisdur, chœur
- Jeanne Boisdur, chœur
- Aristide Boulotte, percussion
- Alex Boulotte, guitare
- Jean-Paul Burand, compositeur, auteur
- Germain Dartron, guitare basse
- Patrick Gaël, guitare
- Alain Gustave dit Duflo, chœur, interprète, claviers
- Pascal Frederic, trombone
- Jean-Michel Gustave dit Duflo, guitare basse
- Eddy Latour, trompette
- Max Lavorie, conga
- Fred Listoire, percussion
- Michel Luther, conga
- Jean-Philippe Manche, conga
- André Marcellin, interprète
- Manes Nerplat, interprète
- Jules-Emile Odacre, piano, claviers
- Laurent Grégory Paller, clavier, interprète
- Patrick Parole, guitare
- Louis Pommier, claviers
- José Pineau, trompette
- Damien Rolcin, claviers
- Lucien Segor, saxophone, compositeur, auteur
- Didier Thian, guitare
- Nicaise Vandal, saxophone, compositeur, auteur
- Jocelyn Virapin, percussion

## Anciens membres
- Philippe Dilo, guitare (1981-1986)
- Gilles Floro, violon, piano, claviers (†) (1981-1986)
- Jane Fostin, choriste (1986)
- Gérard Frédéric, batterie (†)
- Patrick Nuissier, organiste, claviers (-1979)[9]
- Camille Carrière dit Camox et Ti Cam, trompette (†) (1949-2023)[10]

## Membres additionnels
- Serge Dorville, ka (tambour traditionnel de la Guadeloupe) (invité)
- Serge Landre, batterie (invité)
- Roland Louis, piano (invité)
- Georges Plonquitte, auteur-compositeur-interprète (en tant que directeur artistique sur le premier disque 45 tours[1]) (†)
- Willy Blonbou, guitare (invité)